# New York Historical

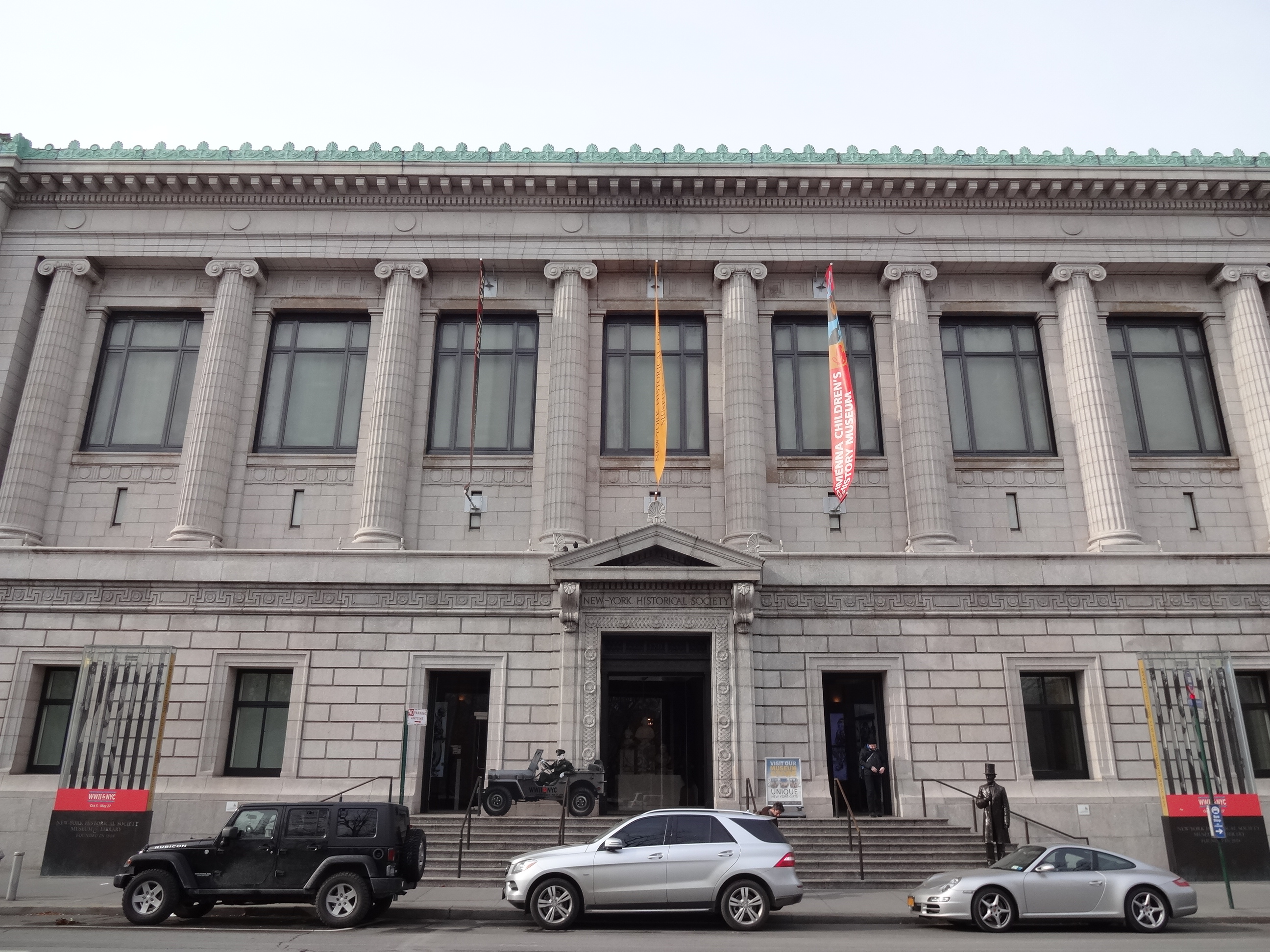
Entrada da New York Historical, do lado do Central Park.

A New York Historical, anteriormente chamada de New-York Historical Society, é um museu de história localizado em Manhattan, ao lado do Central Park.
Foi fundado em 1804 como o primeiro museu de Nova Iorque.

## Literatura
- Shapiro, Gary. “Celebrations of Learning Knickerbocker”, The New York Sun, May 4, 2006
- Regis, Necee. “Don’t Expect to Relax on your visit to NYC”, The Boston Globe, November 21, 2005
- Fine Art Connoisseur, November/December 2006
- The American Musicals Project, Official website
- Miller, Dan. “Focus on Education: Fifth Graders Visit Slavery Exhibit”, The Queens Times, November 24, 2005
- Review of Alexander Hamilton: The Man Who Made Modern America, Teachinghistory.org